# Antônio Carlos Gomes

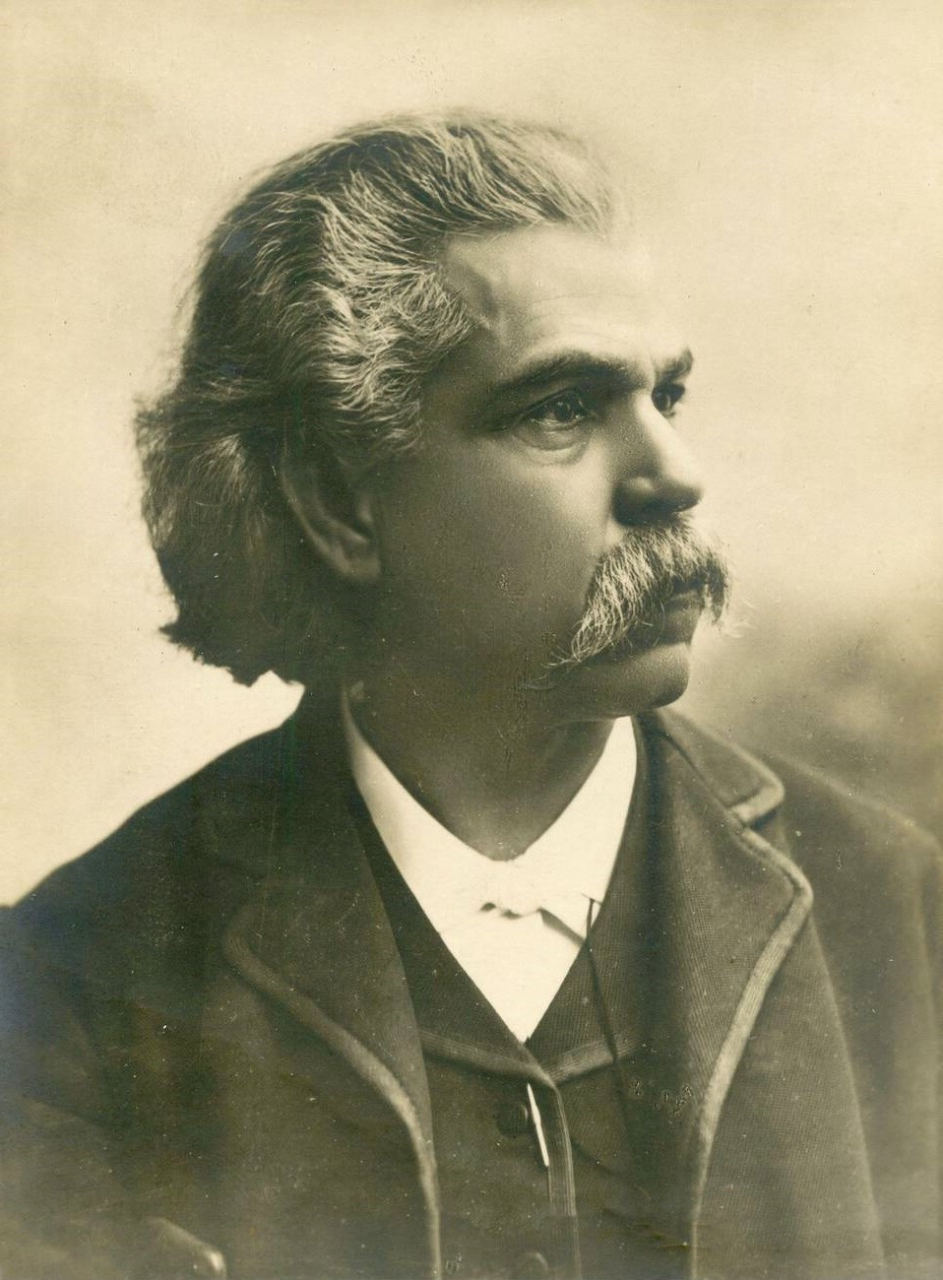
Carlos Gomes

Antônio Carlos Gomes (Aussprache: ɐ̃ˈtonju ˈkaɾluʃ ˈɡomiʃ, * 11. Juli 1836 in Campinas; † 16. September 1896 in Belém) gilt als bedeutendster romantischer Komponist Brasiliens.

## Leben
Nachdem er bereits früh als Komponist hervorgetreten war, studierte Carlos Gomes bei seinem Vater Manuel Gomes seit 1860 am Konservatorium von Rio de Janeiro. 1864 ging er auf Veranlassung des Kaisers Pedro II. nach Mailand, wo er Schüler von Lauro Rossi wurde. 1866 bestand er das Kompositionsexamen des Konservatoriums von Mailand. In den folgenden Jahren lebte er als Komponist in Italien, wo zahlreiche seiner Opern an den großen Opernhäusern aufgeführt wurden. 1895 wurde er Leiter des Konservatoriums von Belém.
Zum Jubiläum der Unabhängigkeitserklärung der Vereinigten Staaten von Amerika komponierte er die Hymne Saudação do Brasil. Das Oratorium Colombo für Chor und Orchester zur Vierjahrhundertfeier der Entdeckung Amerikas durch Columbus gilt als ein Schlüsselwerk der brasilianischen Musikgeschichte. Außerdem komponierte Gomes eine Messe, Canzonetten, Männerchöre, Lieder und Klavierstücke.
Die in den Jahren 1868 bis 1870 entstandene Oper Il Guarany von Antônio Carlos Gomes gilt als Meilenstein der brasilianischen Musikgeschichte. Sie feierte ihre Uraufführung an der Mailänder Scala und wurde anschließend in ganz Europa gespielt. Giuseppe Verdi sagte nach der Uraufführung, Gomes beginne da, wo er selbst aufgehört habe („Questo giovane comincia dove finisco io!“).
Von Gomes verfasste Dokumente wurden 2017 von der UNESCO in die Liste des Weltdokumentenerbes aufgenommen.

## Werke
- Missa de São Sebastião, 1854
- Suspiro d’Alma, Modinha, 1857

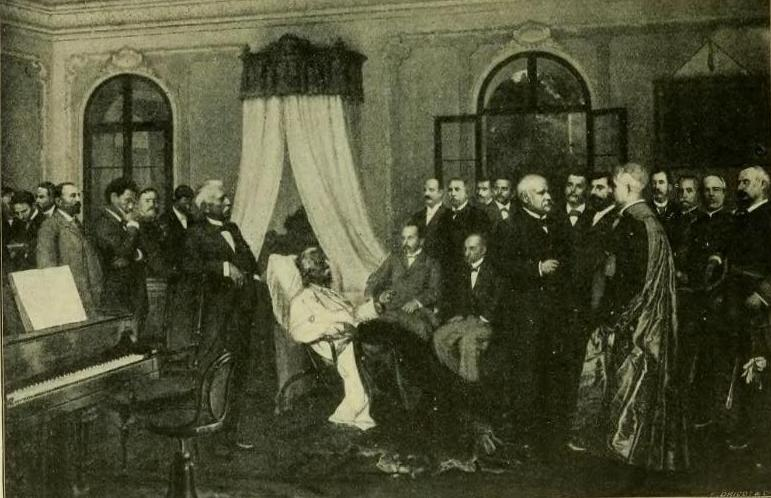
Die letzten Tage des Carlos Gomes.

- Alta Noite, Fantasie für Klarinette, 1859
- A noite do Castelo, Oper nach dem Libretto von Fernando Reis, 1861
- Joanna de Flandres, Oper, 1862
- Il Guarany, Oper, 1868–1870, Libretto von Antonio Enrico Scalvini und Carlo d'Ormeville nach dem Roman O Guarani von José de Alencar, UA am 19. März 1870 im Teatro alla Scala in Mailand
- Telégrafo Elétrico, Operette, 1871
- Fosca, Oper, Libretto von Antonio Ghislanzoni nach der Erzählung La festa delle Marie von Luigi Marchese Capranica del Grillo, UA am 17. Februar 1873 an der Mailänder Scala
- Salvator Rosa, Oper, Libretto von Antonio Ghislanzoni nach dem Roman Masaniello von Eugène de Mirecourt, UA am 21. März 1874 am Teatro Carlo Felice in Genua
- Maria Tudor, Oper, Libretto von Emilio Praga nach dem gleichnamigen Stück von Victor Hugo, UA am 27. März 1879 an der Scala in Mailand
- Saudação do Brasil, 1876
- Álbuns de Música de Câmera, 1882
- Conselhos, Modinha, 1884
- Lo schiavo, Oper, 1888, Libretto von Rodolfo Raravicini nach einem Entwurf von Alfredo Visconde de Taunay d’Escragnolle, UA am 27. September 1889 im damaligen Theatro Imperial Dom Pedro II, Rio de Janeiro
- Côndor, Oper, 1891, Libretto von Mario Canti, UA am 21. Februar 1891 an der Scala in Mailand
- Colombo, Oratorium, 1892

Siehe Noten von Carlos Gomes, frei erhältlich bei Wikimedia Commons